# Ambassade de France au Tchad
L'ambassade de France au Tchad est la représentation diplomatique de la République française auprès de la république du Tchad. Elle est située à N'Djaména, la capitale du pays, et son ambassadeur est, depuis 2023, Éric Gérard.

## Ambassadeurs de France au Tchad
| De   | À    | Ambassadeur                 |
| ---- | ---- | --------------------------- |
| 1960 | 1961 | Daniel Doustin              |
| 1961 | 1962 | Hubert Argod                |
| 1962 | 1963 | René Millet                 |
| 1963 | 1968 | Guy de Commines de Marsilly |
| 1968 | 1974 | Fernand Wibaux              |
| 1974 | 1975 | Raphaël Touze               |
| 1975 | 1979 | Louis Dallier               |
| 1979 | 1982 | Marcel Beaux                |
| 1982 | 1985 | Claude Soubeste             |
| 1985 | 1989 | Dutheil de La Rochère       |
| 1989 | 1991 | François Gendreau           |
| 1991 | 1994 | Yves Aubin de La Messuzière |
| 1994 | 1997 | André Janier                |
| 1997 | 2000 | Alain du Boispéan           |
| 2000 | 2003 | Jacques Courbin             |
| 2003 | 2006 | Jean-Pierre Berçot          |
| 2006 | 2011 | Bruno Foucher               |
| 2011 | 2013 | Michel Reveyrand-de Menthon |
| 2013 | 2016 | Évelyne Decorps             |
| 2016 | 2019 | Philippe Lacoste            |
| 2019 | 2023 | Bertrand Cochery            |
| 2023 | auj. | Éric Gérard                 |

## Consulat

### Communauté française
Au 31 décembre 2016, 1 454 Français sont inscrits sur les registres consulaires au Tchad. Ils représentent la communauté non africaine la plus importante et résident très majoritairement à N'Djaména.
| 2001  | 2002  | 2003  | 2004  |
| ----- | ----- | ----- | ----- |
| 1 401 | 1 400 | 1 268 | 1 234 |

| 2005  | 2006  | 2007  | 2008  |
| ----- | ----- | ----- | ----- |
| 1 216 | 1 160 | 1 151 | 1 282 |

| 2009  | 2010  | 2011  | 2012  |
| ----- | ----- | ----- | ----- |
| 1 345 | 1 383 | 1 259 | 1 186 |

| 2013  | 2014  | 2015  | 2016  |
| ----- | ----- | ----- | ----- |
| 1 306 | 1 444 | 1 483 | 1 454 |

| 2017  | 2018  | 2019  | 2020  |
| ----- | ----- | ----- | ----- |
| 1 442 | 1 377 | 1 348 | 1 309 |

| 2021  | - | - | - |
| ----- | - | - | - |
| 1 318 | - | - | - |

### Circonscriptions électorales
Depuis la loi du 22 juillet 2013 réformant la représentation des Français établis hors de France avec la mise en place de conseils consulaires au sein des missions diplomatiques, les ressortissants français du Tchad élisent pour six ans un conseiller consulaire. Ce dernier a trois rôles : 
1. il est un élu de proximité pour les Français de l'étranger ;
2. il appartient à l'une des quinze circonscriptions qui élisent en leur sein les membres de l'Assemblée des Français de l'étranger ;
3. il intègre le collège électoral qui élit les sénateurs représentant les Français établis hors de France.

Pour l'élection à l'Assemblée des Français de l'étranger, le Tchad appartenait jusqu'en 2014 à la circonscription électorale de Yaoundé, comprenant aussi le Cameroun et la République centrafricaine, et désignant quatre sièges. Le Tchad appartient désormais à la circonscription électorale « Afrique centrale, australe et orientale » dont le chef-lieu est Libreville et qui désigne cinq de ses 37 conseillers consulaires pour siéger parmi les 90 membres de l'Assemblée des Français de l'étranger.
Pour l'élection des députés des Français de l’étranger, le Tchad dépend de la 10e circonscription.